# Monument la mormântul comun al ostașilor căzuți în 1944 (Voinova)
În satul Voinova din raionul Strășeni este amplasat un monument la mormântul comun al ostașilor căzuți în 1944. A fost inaugurat în 1961. Este un monument istoric de importanță națională, inclus în Registrul monumentelor ocrotite de stat din Republica Moldova cu numele „Monument la mormântul comun al ostașilor căzuți (20) în 1944”.
Memorialul are o inscripție cu textul „Glorie eternă eroilor căzuți în luptele pentru eliberarea Patriei de sub jugul fascist. 1941 - 1945”, iar la poalele acestuia este instalată o plăcuță soldatului necunoscut cu inscripția „Numele îți este necunoscut. Fapta îți este nemuritoare!” Ambele inscripții au fost adăugate după independență.

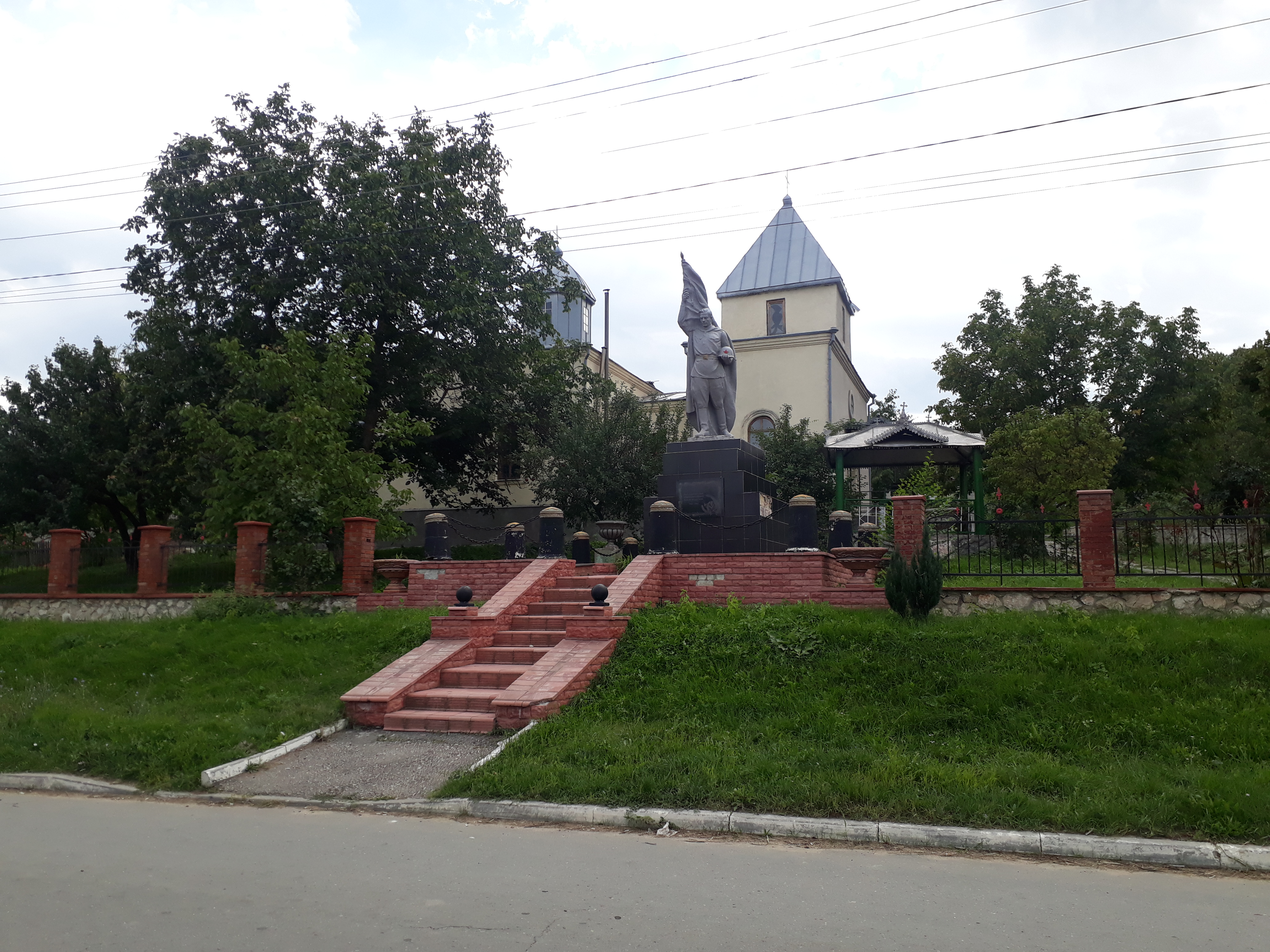
Vedere cu biserica în spate
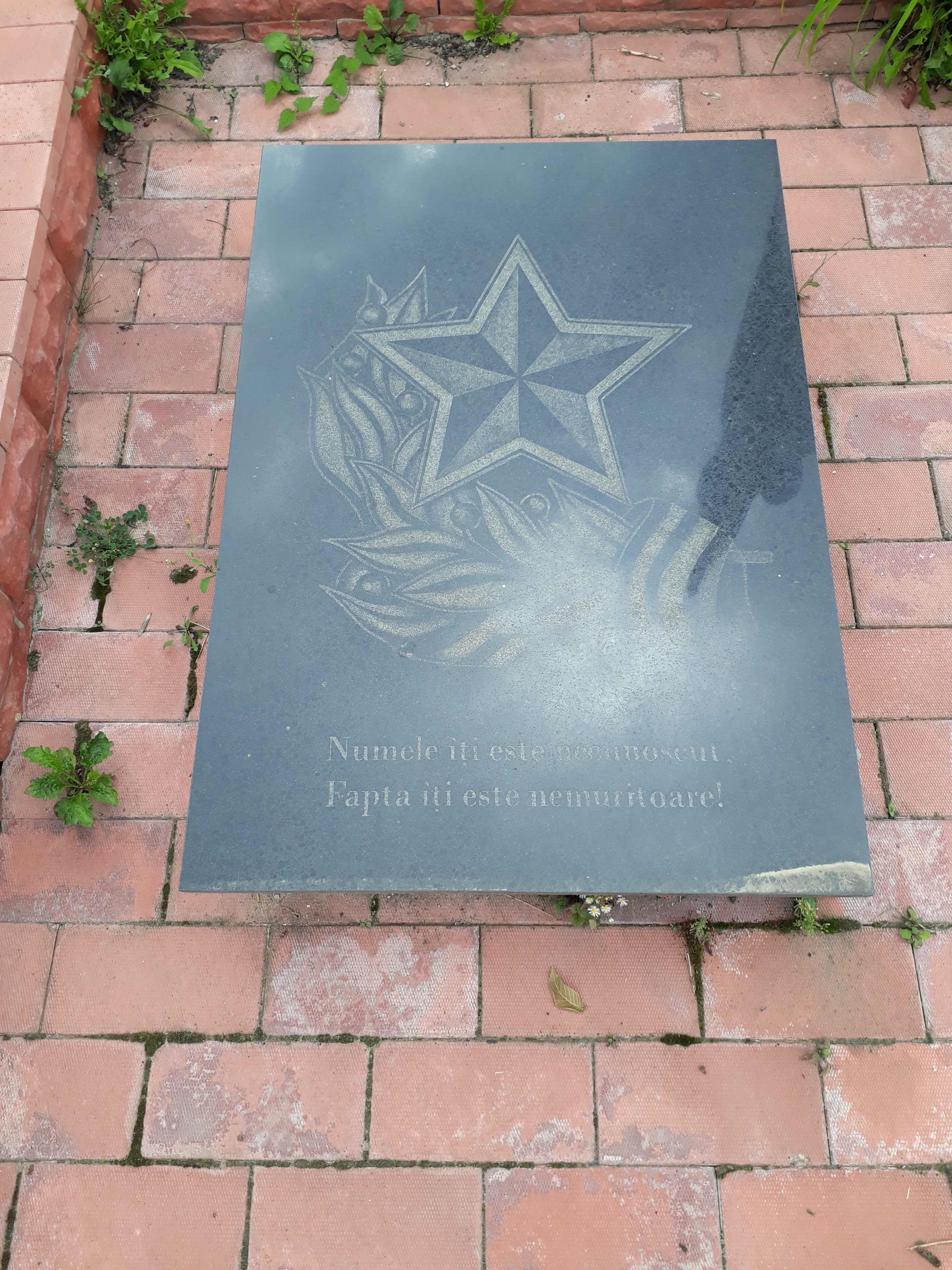
Plăcuța în memoria ostașului necunoscut

## -Note
1. ↑  „Registrul Monumentelor Republicii Moldova”. Guvernul Republicii Moldova. Portalul Guvernamental al Datelor Deschise. Arhivat din original la 14 august 2021. Accesat în 1 septembrie 2021.